# Masahiko Nakagawa
Masahiko Nakagawa (jap. 中河 昌彦, Nakagawa Masahiko; * 26. August 1969 in der Präfektur Osaka) ist ein ehemaliger japanischer Fußballspieler.

## Karriere
Nakagawa erlernte das Fußballspielen in der Schulmannschaft der Kyoto Commercial High School und der Universitätsmannschaft der Kokushikan-Universität. Seinen ersten Vertrag unterschrieb er 1992 bei Yokohama Flügels. Der Verein spielte in der höchsten Liga des Landes, der J1 League. 1993 gewann er mit dem Verein den Kaiserpokal. Im Juni 1995 wechselte er zum Ligakonkurrenten Yokohama Marinos. Mit dem Verein wurde er 1995 japanischer Meister. Für den Verein absolvierte er 16 Erstligaspiele. 1998 wechselte er zum Ligakonkurrenten Kyoto Purple Sanga. Im März 2000 wurde er an den Erstligisten Nagoya Grampus Eight ausgeliehen. 2001 kehrte er nach Kyoto Purple Sanga zurück. Am Ende der Saison 2000 stieg der Kyoto in die J2 League ab. 2001 wurde er mit dem Verein Meister der J2 League und stieg in die J1 League auf. 2002 gewann er mit dem Verein den Kaiserpokal. Für den Verein absolvierte er 30 Spiele. Ende 2002 beendete er seine Karriere als Fußballspieler.

## Erfolge
Yokohama Flügels
- Kaiserpokal

Sieger: 1993
Yokohama Marinos
- J1 League

Meister: 1995
Kyoto Purple Sanga
- Kaiserpokal

Sieger: 2002